# 南紀熊野体験博

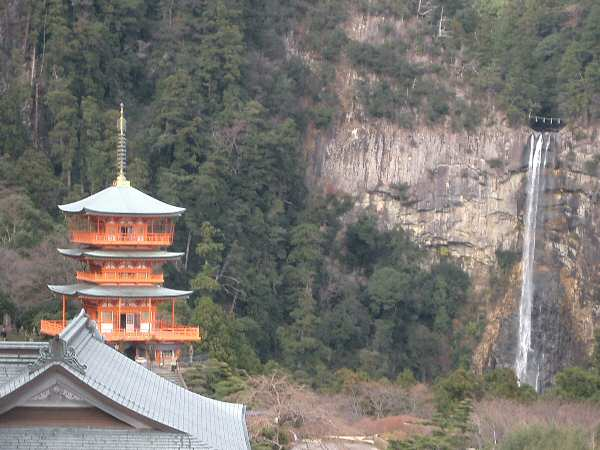
青岸渡寺と那智滝遠景

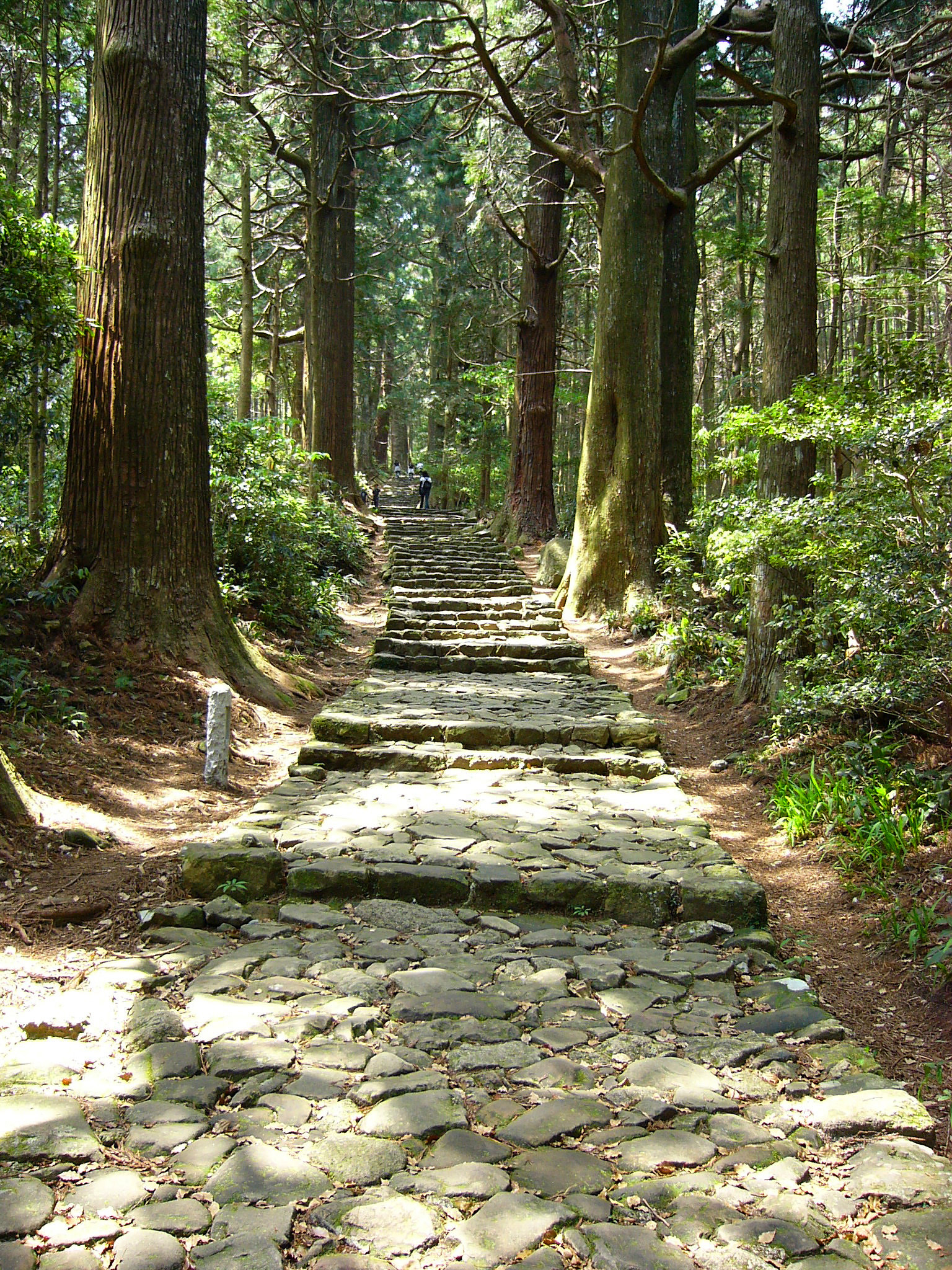
大門坂

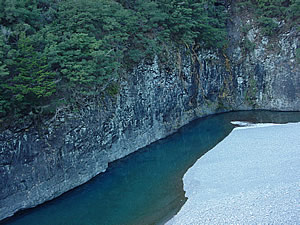
熊野川

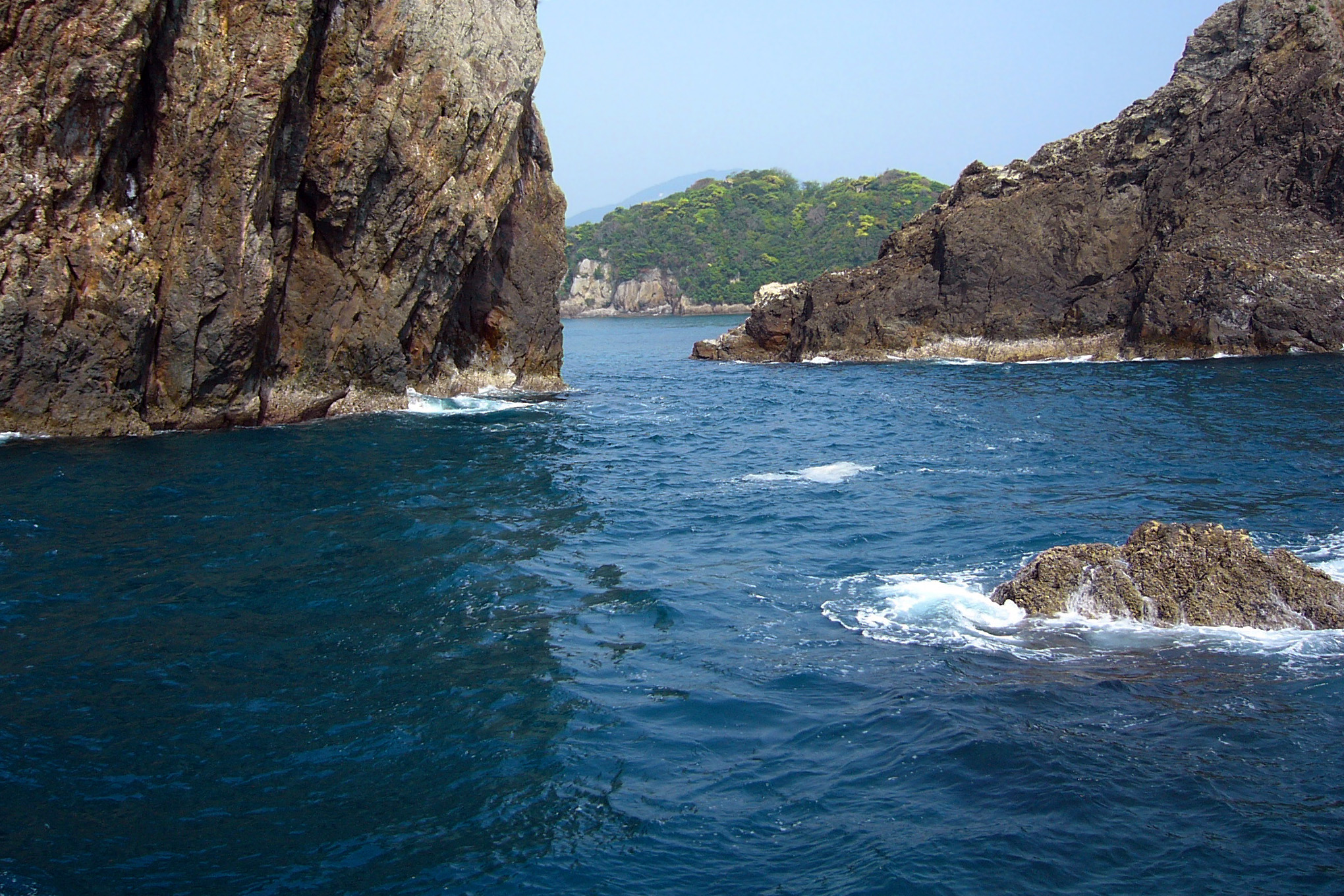
紀の松島

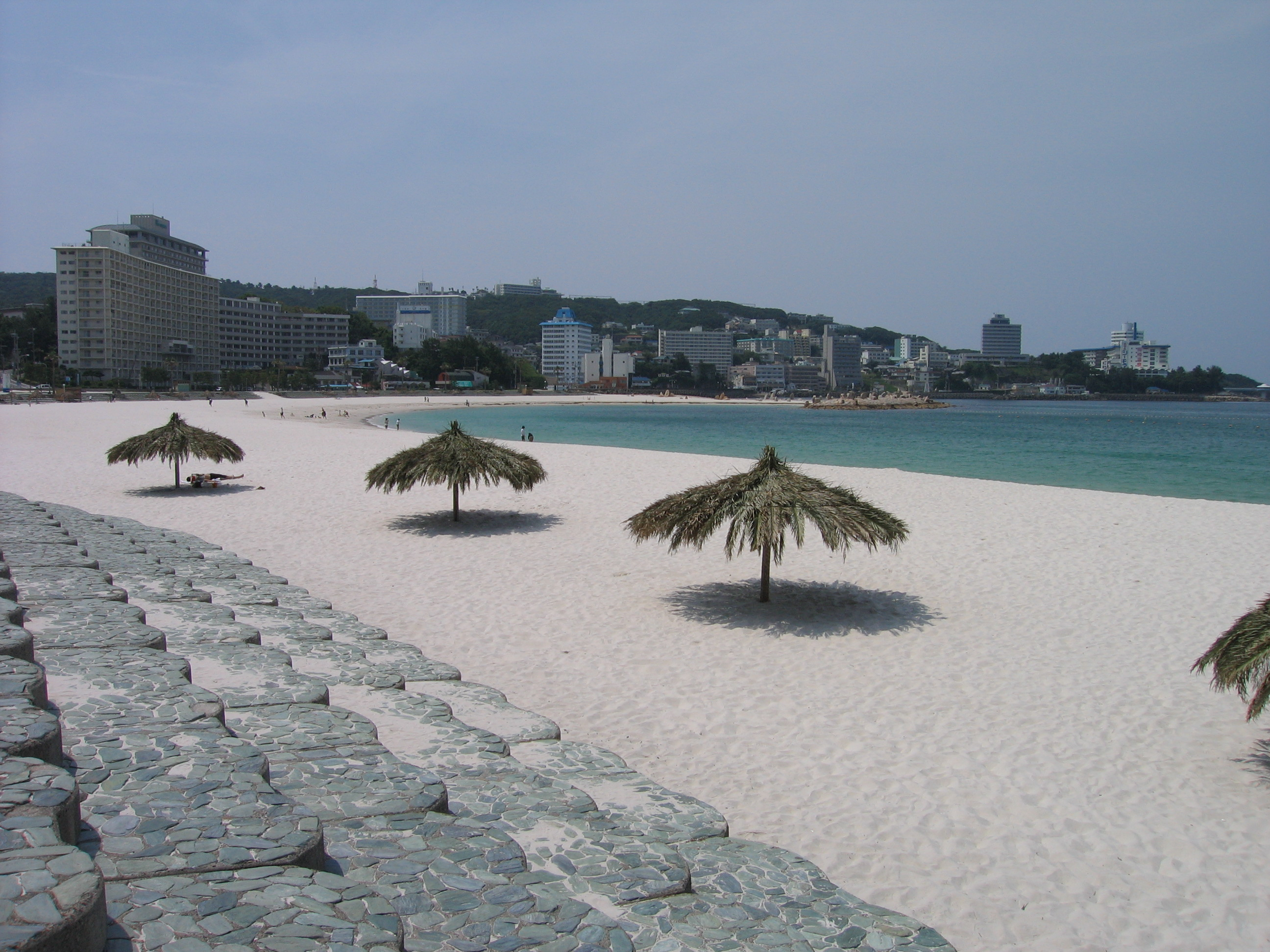
白良浜

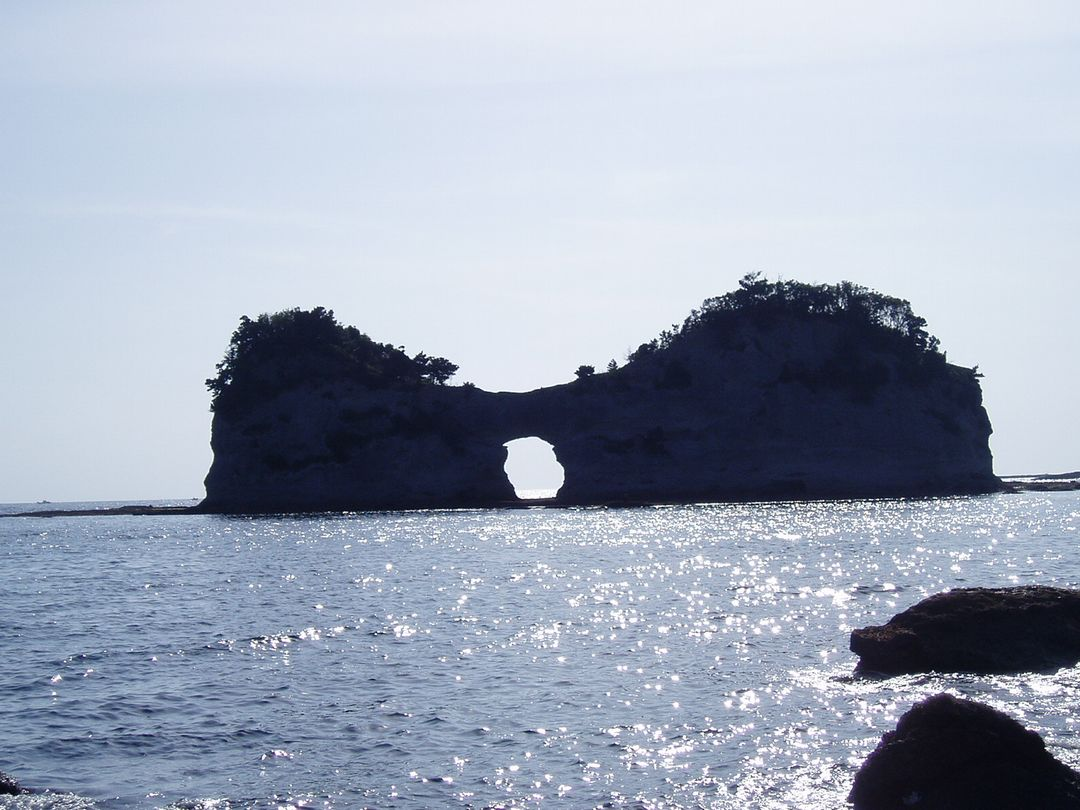
円月島

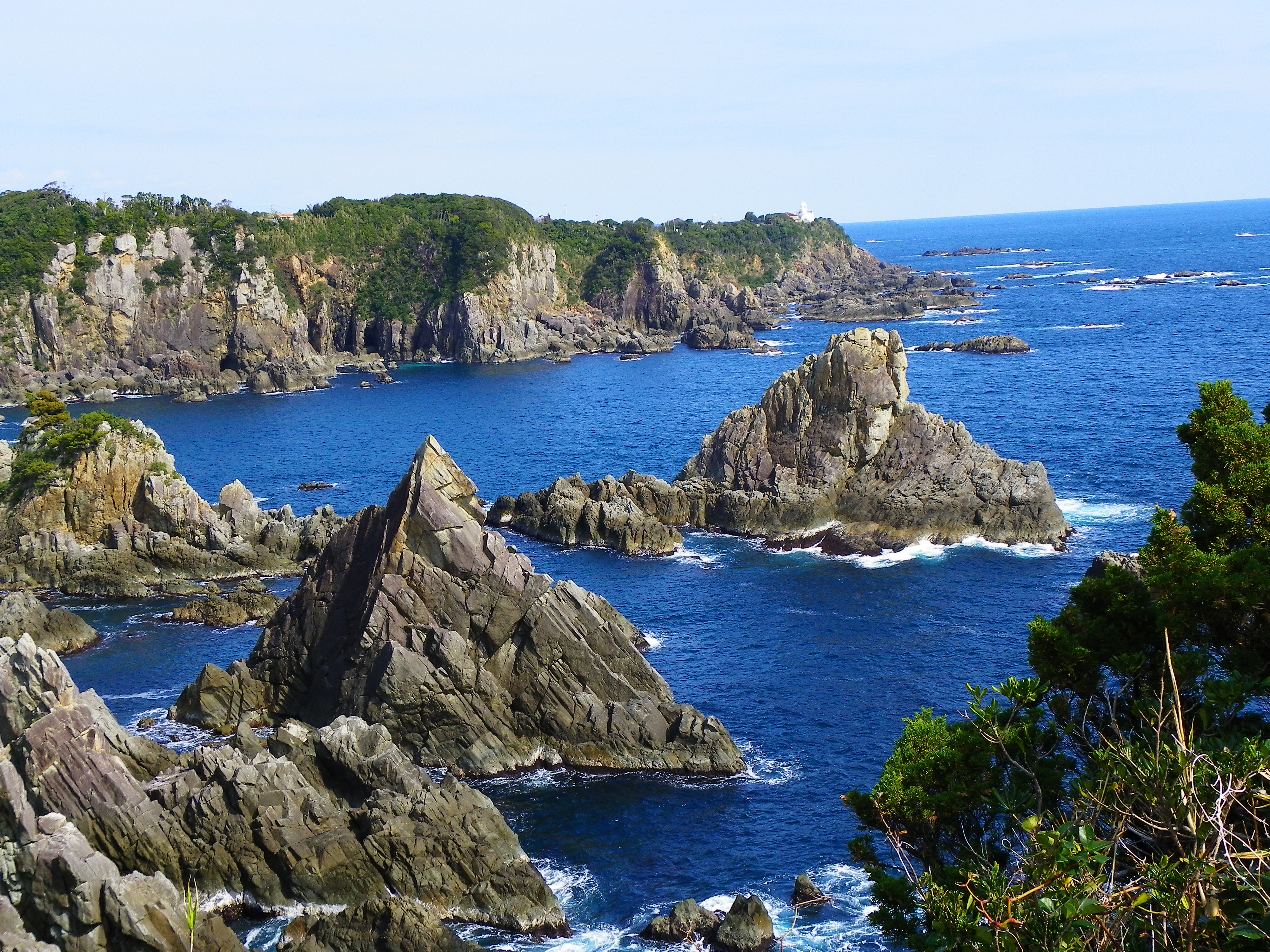
紀伊大島海金剛

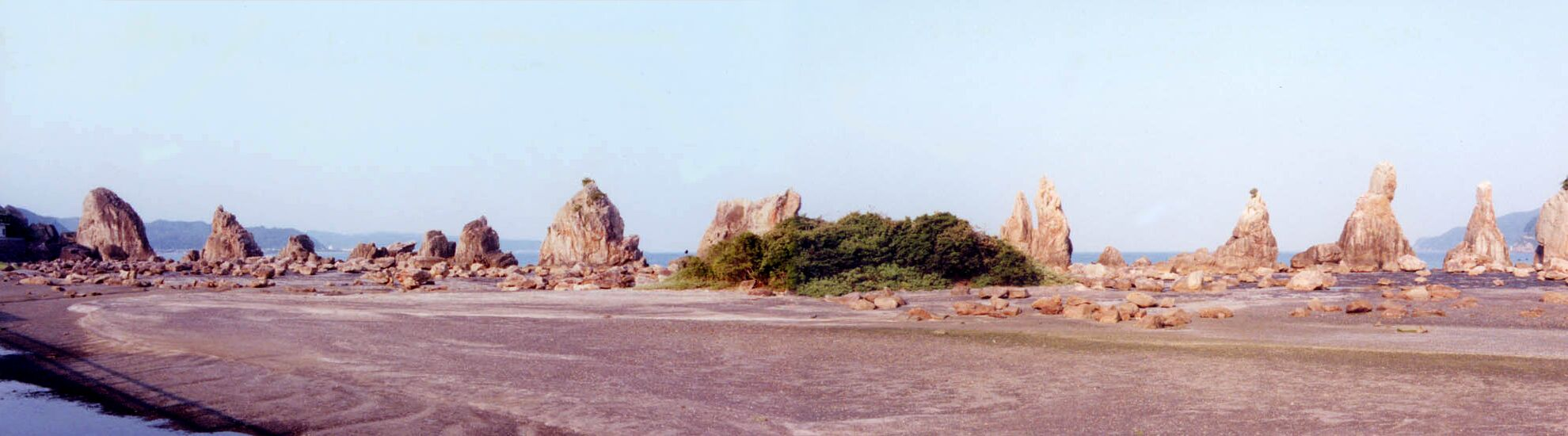
橋杭岩全景

南紀熊野体験博（なんきくまのたいけんはく）とは、和歌山県南部の南紀・熊野地域で1999年4月29日から9月19日までの144日間開催されたオープンエリア型地方博覧会。特定博覧会制度（ジャパンエキスポ制度）による第9回の開催。和歌山県は世界リゾート博（第4回ジャパンエキスポ、1994年）以来、史上唯一の2度目の開催となった。正式名称は「JAPAN EXPO 南紀熊野体験博」、通称「体験博」。

## 概要
和歌山県南部の16市町村（当時）という広範囲において開催された。和歌山県では1994年に和歌山市沖の人工島・和歌山マリーナシティにおいて開催された世界リゾート博以来5年ぶり2度目の地方博開催となった。とはいっても、前者の都市型博覧会とは全く目的が異なっている（計画された時代背景も違う）。
田辺市の新庄総合公園と那智勝浦町の2ヶ所にメイン会場（公園）があったが、いずれも会場への入場料は無料で、これは博覧会としては極めて異例であった。というのもこの南紀熊野体験博は従来のパビリオン中心の博覧会ではなく、地元16市町村（当時）が一丸となって南紀熊野の魅力を全国にPRする博覧会であったことによる。そのためメイン会場はあくまで拠点（インフォメーションセンター）に過ぎず、期間中は協賛各市町村で自然体験を中心とした様々なイベントを催した。

## 博覧会の成果
博覧会の成否については意見が分かれていたが、閉幕してみれば参加者は310万人であり、まずまずの成果であったといえる。また体験博開催にあたり和歌山県南部地域内陸部の道路網の整備が急ピッチで行なわれた。これにより景観破壊が起こったという意見もあるが、非常に粗末で貧弱であった山間部の道路網が整備されたことによる効果は非常に大きいものであった。道路整備のおかげで世界遺産登録後の観光客増加にも対応できたと言える。国道整備の影響は後の市町村合併にも影響するほど（旧本宮町は道路整備により結びつきが強まった旧田辺市と合併した）、地域の生活環境にも大きな影響を与えた。
体験博は当時の癒しブームにも乗り、熊野古道・熊野三山などを全国に発信するなど知名度アップに貢献したと言える。その後の世界遺産登録（紀伊山地の霊場と参詣道）の大きな原動力にもなった。その意味においても意義あるものであった。
また、外部からの資本投資に頼らず、あくまで地域性、地域固有の資産を生かしたことは非常に大きい。いわゆる箱モノのパビリオン等を建設し、入場料金等の収益金でカバーする従来の博覧会とは全く異なるものであった。
実際、この手法は後の地方博にも生かされ、2001年に開催されたうつくしま未来博や山口きらら博などに大きな影響を与えたといわれる。関係者が2度地方博を開催し成功させた和歌山県に対して運営面などについて協力を求めるために視察に行っている。
南紀熊野体験博は、魅力ある南紀・熊野地域つまりは和歌山県の観光資源を全国に発信、道路などの社会基盤の整備、21世紀型博覧会の可能性の提示など一石三鳥の効果があったと言える。体験博をきっかけにして世界遺産登録が実現するなど見た目以上の成果があった。また、ここから生まれた古道ブームは、日本に古来、根付いていた神社仏閣や遺跡、庭園、歴史的な町並みなど伝統文化の見直し、回帰現象を生んだとされ、その影響力は日本全国に及ぶものでもあった。